# Força (canção)
"Força" é um single da cantora luso-canadiana Nelly Furtado, em seu álbum chamado Folklore. A canção foi o Hino do Campeonato Europeu de Futebol de 2004 que ocorreu em Portugal. Sua letra fala sobre a paixão pelo futebol e a força que move as pessoas a concretizar aquilo do que mais gostam. O refrão da canção é cantado em português.

## Lista de faixas
German 2-Track Single
1. "Força" (Edição do rádio) - 2:58
2. "Força" (Swiss American Federation Mix) - 3:08

German 4-Track Single / UK CD Single
1. "Força" (Edição do Rádio) - 2:58
2. "Força" (Swiss American Federation Mix) - 3:08
3. "Powerless (Say What You Want)" (Versão em espanhol, com a participação de Juanes) - 3:54
4. "Força" (Vídeo) - 3:40